# Cañón Ho-155
El Ho-155 era un cañón automático japonés de 30 mm, que fue empleado durante la Segunda Guerra Mundial. Con frecuencia es erróneamente llamado Ho-105 o Ho-151. Hacia el final de la guerra se desarrolló una versión más ligera y compacta, el Ho-155-II.

## Desarrollo

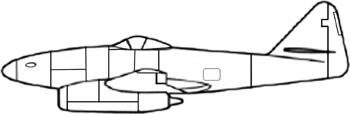
Si la guerra hubiese durado más, el Ho-155-II probablemente habría sido instalado en el morro del caza de reacción Nakajima Ki-201.

El desarrollo del Ho-155 empezó en 1942, como una versión modificada de mayor tamaño del cañón Ho-5 de 20 mm, que a su vez ra un derivado de mayor tamaño de la ametralladora aérea Browning Modelo 1921. Entre 1943 y 1944 empezó el desarrollo del Ho-155-I, mientras que a fines de 1944 empezó el desarrollo y la producción del Ho-155-II para instalarse en las estrechas bodegas de armamento de las alas de cazas como el Nakajima Ki-84-Ic, el Kawasaki Ki-102 y el prototipo del caza de reacción Nakajima Ki-201.

## Historial de combate desconocido
El Ho-155-I y el Ho-155-II fueron producidos al mismo tiempo en Nagoya por el Arsenal de Nagoya, pero como el transcurso de la guerra provocó escasez de materias primas, se desconoce cuantos fueron producidos o cuantos entraron en servicio.